# Noir prophète
Noir prophète  est un roman français de Marc Durin-Valois paru en 2004 aux Éditions Jean-Claude Lattès.
Noir prophète raconte la montée en puissance d'un prédicateur, métis d'origine kényane, Juwna, qui s'empare peu à peu de la conscience mondiale en diffusant quatre discours mystérieux et en prônant une révolution contre la machine ("Break the machine") et contre les ordres établis.
C'est l'occasion pour l'auteur de développer un fil conducteur de l'œuvre : une contestation métaphysique et mondiale contre l’emprisonnement de la pensée collective dans une vision uniquement matérialisée du monde. En 2004, Noir Prophète figure sur la liste finale du Prix Interallié.   
EXTRAITS  
"Sortez des boites fermées, hermétiques, qui font de vous des esclaves, affligés de demeures et d'incessants rêves de demeures, sans vie ni air. Ouvrez grand les portes. Tout vous appartient aujourd'hui et plus rien ne vous appartiendra demain. Je vous dis bien d'abandonner vos maisons et de laisser béantes leurs portes, de franchir sans hésiter celles des autres, de vous y installer pour en repartir, et de refuser désormais tout enfermement".(Noir Prophète-Livre de Poche. Extrait) 
"Je vous demande d'oser affronter un monde sans images et sans rêves, c'est-à-dire sans illusion, fiction ni échappatoire. Je vous dis bien d'éteindre tous les écrans et dans cette obscurité de contempler une dernière fois la lumière infiniment fugitive de vos existences...".(Noir Prophète-Livre de Poche. Extrait) 
"Le tout est un leurre. Personne n'y trouvera consolation ou une échappatoire. Chacun de vous est seul, implacablement un, irrémédiablement nu".(Noir Prophète-Livre de Poche. Extrait) 
"Sortez du confort des fausses familles, des passions mortes et des mauvais sommeils. L'homme est mouvement. Réfutez la morale des prêtres, des juges, des censeurs qui tirent salaire de leur vertu. Abandonnez votre femme, votre mari, emmenez vos enfants, reprenez possession du plaisir et des corps qui sont les instruments pour rencontrer la lumière traversant d'autres chairs. Je vous dis bien aussi que cette quête nécessaire échouera, qu'elle vous transportera, d'un être à l'autre, dans le balancement régulier de l'espoir et de la désillusion, de la clarté et de l'ombre, jusqu'à constater, le visage contre terre, vide de semence et d'espoirs, le caractère personnel de votre solitude. Ceux-là rencontreront un amour pur, puissant, libre et affranchi de tout être ou pensée, de tout plaisir ou désir, qui leur apportera une conscience.
Les autres me tueront. Car je suis venu seul et désarmé". (Noir Prophète-Livre de Poche. Extrait) 
"Au Maghreb et au Moyen Orient, les zones d’activité des grandes villes basculaient elles aussi dans cette folie que les médias internationaux venaient de baptiser BTM pour Break the machine. A Riad et Téhéran, la police ne s’en laissa pas conter et intervint avec  une rare violence. Aux Etats-Unis enfin, toutes les zones de bureaux des grandes villes cédèrent à leur tour à la vague du computer dropping, à l’exception notable de New York, encore traumatisée par les attentats terroristes du onze septembre, qui ne connut que quelques mouvements d’agitation sporadiques. L’Amérique du sud, avec une intensité inattendue, prit le relais. A Brasilia, Rio, Buenos Aires, Santiago, Caracas, les employés des banques et grandes entreprises, se mirent à pulvériser et broyer leurs systèmes informatiques, créant des amoncellements de plastic et de composants qui brûlaient dans des odeurs de fumée insupportables noircissant les rues, rougissant le ciel et engorgeant les bronches. Dès le lendemain, c’est le continent asiatique qui partait de nouveau en vrille, après une nuit marquée par des rassemblements fiévreux dans plusieurs capitales pour commenter les images hongkongaises de la veille. Il y eut là encore des montagnes de matériel fracassé, et plusieurs incendies qui se déclarèrent à Tokyo, Djakarta, Sydney, Brisbane et Bangkok. Jusqu’à Pékin où l’armée fut déployée en centre-ville.  
Le mouvement break the machine venait de carboniser au total 13% de la capitalisation boursière  des grandes places financières du monde, de Londres à Paris en passant par  New York, Tokyo et Sydney.
Tout se tut.
Ce Juwna est un problème, résuma sobrement Laxter".
(Noir Prophète-Livre de Poche. Extrait)
Noir Prophète dans la presse

"C’est un roman fleuve d’une mondialisation inversée où le Sud, là, commande au Nord.  « Noir Prophète », aux qualités littéraires indéniables, est un grand livre". MARIANNE/Patrick Girard   
"Je suis un rat de bibliothèque. En haut de la pile :  touaregs de Vazquez-Figueroa, Host III et Noir Prophète de Marc Durin-Valois. Ne me demandez pas le der de der. Ces trois-là, c’est tout". BLOG ASSOCIAL AU QUOTIDIEN 
"Un récit eschatologique sur la mort de l'humain dans l'homme, qui vaut au lecteur des chapitres d'anthologie".  LE FIGARO LITTERAIRE/Thierry Deransart
"Une méditation sur le temps des prophètes : Marc Durin-Valois brouille les pistes avec art" LE MONDE/Florence Noiville
"Un coup de cœur !" ALTERNATIVES ECONOMIQUES
"Une formidable confirmation du talent de l’auteur. L’universalité de ce roman traité à la manière d’un Ravage de Barjavel voit sa portée renforcée par sa haute tenue littéraire".LE NOUVEL ECONOMISTE/Pierre Gabriel
"Un conte philosophique lucide et terrifiant par l’auteur de « Chamelle ». MARIE-FRANCE
« Noir prophète » est un livre destiné à être lu, d'un lecteur-voyageur à l'autre, sur tous les continents. Et son Juwna, sorte de Jésus Noir, a tout pour devenir en ce début de troisième millénaire un personnage mythique de littérature". VOIR CA/Montréal
"Un récit puissant, haut en couleur, ironique, douloureux, terrifiant. Sous les allures d’un roman d’aventures mâtiné de polar, l’auteur soumet au lecteur une réflexion politico-philosophique sur l’état du monde"FEMINA/Berndadette Richard
"Marc Durin-Valois décrypte les mécanismes de la pensée collective. Il en inverse radicalement les équilibres. Fascinant."LA VIE/Fabienne Casta-Rosaz
"Un jeu étrange donne au livre des odeurs de thriller géopolique. Marc Durin-Valois provoque une détonation. En écrivain chevronné, il observe la réaction en chaîne qui s’ensuit". LE FIGARO MAGAZINE/Etienne de Montety
"Un livre prenant. Envoûtant. Noir" LA SEMAINE DES SPECTACLES/Eliane Laletin
"Un roman puissant, riche d’une vision prophétique inquiétante. Ou salvatrice".LE GENERALISTE/Michel Paquot (Belgique)
"Un Durin-Valois qui enflamme le globe. A découvrir absolument !" METRO
"Ecrit avec la force et la douceur d’une litanie de tambours, ce roman nous laisse sonnés". LE FIGARO MADAME/Valérie McGarry